# Lietuvos Lyga 1924
L'edizione 1924 del Lietuvos Lyga fu la 3ª del massimo campionato di calcio lituano; il titolo fu vinto dal Kovas Kaunas, giunto al suo 1º titolo.

## Formula
Il campionato era formato da dieci squadre divise in due gironi cittadini. Il girone di Kaunas era formato da quattro squadre che si incontrarono in gare di andata e ritorno per un totale di 6 turni; il girone di Klaipėda era formato da sei squadre che si incontrarono in gare di sola andata per un totale di 5 turni. In entrambi i gironi erano assegnati due punti alla vittoria, un punto al pareggio e zero per la sconfitta.
I vincitori dei due gironi si incontrarono in una finale in gara unica che decretò il vincitore del campionato

## Prima fase

### Gruppo di Kaunas
|  | Pos. | Squadra       | Pt | G | V | N | P | GF | GS | DR  |
|  | ---- | ------------- | -- | - | - | - | - | -- | -- | --- |
|  | 1.   | Kovas Kaunas  | 9  | 6 | 4 | 1 | 1 | 15 | 5  | +10 |
|  | 2.   | LFLS Kaunas   | 8  | 6 | 3 | 2 | 1 | 17 | 8  | +9  |
|  | 3.   | KSK Kaunas    | 4  | 6 | 2 | 0 | 4 | 12 | 17 | -5  |
|  | 4.   | Makabi Kaunas | 3  | 6 | 1 | 1 | 4 | 5  | 19 | -14 |

### Gruppo di Klaipeda
|  | Pos. | Squadra                    | Pt | G | V | N | P | GF | GS | DR  |
|  | ---- | -------------------------- | -- | - | - | - | - | -- | -- | --- |
|  | 1.   | Sportverein Klaipeda       | 8  | 5 | 4 | 0 | 1 | 16 | 7  | +9  |
|  | 2.   | MTV Klaipeda               | 6  | 5 | 3 | 0 | 2 | 14 | 10 | +4  |
|  | 3.   | MTV Silute                 | 6  | 5 | 3 | 0 | 2 | 7  | 8  | -1  |
|  | 4.   | Freya Klaipeda             | 6  | 5 | 3 | 0 | 2 | 11 | 15 | -4  |
|  | 5.   | Spielvereiningung Klaipeda | 4  | 5 | 2 | 0 | 2 | 17 | 12 | +5  |
|  | 6.   | Sarunas Klaipeda           | 0  | 5 | 0 | 0 | 5 | 6  | 19 | -13 |

## Finale
| Squadra 1    | Risultato | Squadra 2            |
| ------------ | --------- | -------------------- |
| Kovas Kaunas | 2 - 1     | Sportverein Klaipeda |